# Resistance: Fall of Man
Resistance: Fall of Man — відеогра жанру шутера від першої особи, розроблена компанією Insomniac Games і видана Sony Computer Entertainment 2006 року для PlayStation 3. Вона була стартовим тайтлом для PlayStation 3 і отримала широке визнання.
Дія гри розгортається в альтернативній історії 1951 року та розповідає про американського сержанта Нейтана Гейла, який приєднується до опору в Сполученому Королівстві, куди вторгаються інопланетяни, що окупували Європу.

## Ігровий процес

### Однокористувацька гра
Resistance: Fall of Man — це шутер від першої особи, дія якого відбувається в альтернативній історії. Цим зумовлено те, що деякі зразки зброї мають реальні прототипи 1950-х років, тоді як інші — це футуристична зброя. Кожна зброя має основний і альтернативний режими стрільби; також можна бити ворогів прикладом. Деяка зброя стає доступна лише при повторному проходженні гри. Крім того в деяких місіях потрібно керувати туреллю та бойовим транспортом.
Гра підтримує функцію визначення розташування геймпада Sixaxis у просторі. Завдяки цьому струшуванням геймпада можна скидати зі свого персонажа ворогів, які вчепилися в нього, гасити на ньому полум'я в багатокористувацькій грі та швидко викликати мінімапу чи таблицю лідерів.
Виконуючи спеціальні умови на рівнях, гравець заробляє очки навичок, за які відкриваються додаткові матеріали про гру. Вимоги для отримання очок навичок не повідомляються заздалегідь, але їхні назви натякають що потрібно виконати. Крім того подекуди трапляються розвіддані, з яких можна більше дізнатися про світ гри.
Сюжетна кампанія може проходитися як одноосібно, так і в кооперативі двома гравцями в режимі розділеного екрана.

### Багатокористувацька гра
У більшості багатокористувацьких режимів учасники поділяються на протиборчі команди з людей і Химер. Люди можуть як ходити, так і бігати, та користуватися особистим радаром, щоб бачити розташування союзників і ворогів на віддалі. Химери лише ходять, натомість можуть перемикатися в режим люті, за якого їхня сила збільшується і з'являється можливість бачити крізь стіни. Зворотним боком є те, що Химера в режимі люті перегрівається та втрачає здоров'я. Для багатокористувацької гри передбачені такі режими:
- Бій на смерть — кожен учасник бореться проти всіх інших. Загиблі з часом відроджуються. Перемагає той, хто отримує найбільше очок за вбивства суперників.
- Командний бій на смерть — учасники поділяються на дві протиборчі команди, що змагаються в наборі очок за вбивства суперників.
- Розплавлення — кожна з двох протиборчих команд володіє реактором на своїй базі, в якому є охолоджувальні ядра. Завдання кожної команди — захопити ядра суперників і захистити власні. Коли з реактора вилучено всі ядра, він вибухає.
- Прорив — режим подібний до «Розплавлення», але захоплення ядер дає очки, за які будується оборона власної бази.
- Захоплення прапора — команди змагаються за володінням прапором, який є на базі кожної з них. Кожне захоплення прапора дає переможні очки.
- Перетворення — кожен учасник бореться проти всіх інших. Загиблі люди відроджуються як Химери, але тільки один раз.

Онлайн-сервери гри (і її продовжень) були закриті 28 березня 2014 року, і багатокористувацька онлайн-гра відтоді недоступна. Проте в 2021 році група ентузіастів «PSONE» розробила обхідний шлях, який було випущено у квітні 2022 року. Нові сервери дозволяють грати за наявності активного облікового запису PlayStation Network.

## Сюжет
У 1930-х роках стали надходити відомості про біологічні експерименти в Росії, що вийшли з-під контролю. Проте насправді людство зіткнулося з комахоподібною інопланетною цивілізацією, прозваною Химерою, що перетворює людей на чудовиськ (згідно з продовженнями, Химера була занесена на Тунгуському метеориті). Коли намагання росіян стримати Химеру провалилися, в 1949 році прибульці розпочали атаку на Європу. За кілька місяців уся Європа опинилася під окупацією. В 1950 році армія Химери вторгається до Англії через тунель, викопаний під Ла-Маншем. У 1951 році Сполучені Штати, попри нейтралітет у конфлікті, посилають оперативну групу для допомоги Великій Британії в рамках операції «Позбавлення». Серед солдатів є армійський рейнджер, сержант Нейтан Гейл, чий загін повинен супроводити секретну зброю. Однак незабаром після висадки в Йорку Гейл і його загін потрапляють у засідку жуків, які заражають їх вірусом Химери. Гейл єдиний виживає через імунітет і отримує підвищену силу, швидші рефлекси, швидку регенерацію та золотисті очі — характерну рису Химери.
Гейла доставляють до центру перетворення в Грімсбі, де Гейл зустрічає офіцера британської розвідки, капітана Рейчел Паркер і допомагає їй утекти. У свою чергу Паркер дозволяє йому супроводжувати британські сили, які починають наступ на Манчестер, щоб знайти зниклий конвой. Згодом вантаж конвою переміщують до командного центру опору в Чеширі, який незабаром зазнає атаки Химери. Намагаючись надати допомогу, Гейл віддаляється від Паркер, і йому доводиться відбивати атаку самотужки. Потім він досліджує вантаж, який виявляється «ангелом» — представником керівної касти рою Химер. Ангел намагається використовувати свою телепатію, щоб загіпнотизувати Гейла, і той вбиває істоту.
Потім Гейл зв'язується з лейтенантом Стівеном Картрайтом, командос Королівської морської піхоти Великої Британії. Вони з'ясовують, що Химера встановила низку вишок по всій Британії, з'єднаних мережею тунелів і кабелів. Паркер зауважує, що вишки не були побудовані, а вже існували і Химера їх тільки розкопала. Після того, як Химера знищила останній британський командний пункт у Бристолі, Гейл сам спускається до тунелів і пробирається ними до Лондона. Там він дізнається, що вишки змінюють клімат Землі, охолоджуючи територію навколо, й робить висновок, що їх знищення є ключем до перемоги.
Під керівництвом Паркер та Картрайта британсько-американські сили штурмують засніжений Лондон і атакують центральну вежу. Попри на всі зусилля, Химера перегруповується та починає контратаку, вбивши багатьох солдатів і залишивши Картрайта важко пораненим. Гейл проникає до ядра вишки, що живить її, та руйнує пристрій. Вишка вибухає і це спричиняє ланцюгову реакцію, що знищує інші вишки. Без їхнього впливу Химера масово гине по всьому острову.
Тіло Гейла так і не було знайдене після вибуху, армія США зараховує його до загиблих у бою. Однак Паркер вважає, що той може бути ще живий. У сцені після титрів показано як Гейл іде по снігу, коли його оточує загін невідомих солдатів. Гейл дістає останню гранату, щоб підірватися, але потім здається в полон і його забирають на борт конвертоплана.

## Сприйняття
| Агрегатор  | Оцінка |
| ---------- | ------ |
| Metacritic | 86/100 |

| Видання                            | Оцінка                            |
| ---------------------------------- | --------------------------------- |
| 1Up.com                            | A−                                |
| Edge                               | 7/10                              |
| Electronic Gaming Monthly          | 8.5/10                            |
| Eurogamer                          | (US) 7/10 (UK) 6/10               |
| Famitsu                            | 33/40                             |
| Game Informer                      | 9.5/10                            |
| GamePro                            | [ 14 ]                            |
| GameRevolution                     | B+                                |
| GameSpot                           | 8.6/10                            |
| GameSpy                            | [ 17 ]                            |
| GameTrailers                       | 9/10                              |
| GameZone                           | 9.5/10                            |
| IGN                                | (US) 9.1/10 (AU) 8.4/10 (UK) 8/10 |
| Official U.S. PlayStation Magazine | 9/10                              |

Resistance: Fall of Man отримала «Платинову» нагороду від Асоціації видавців програмного забезпечення для розваг і дозвілля (ELSPA), що свідчить про продажі щонайменше в 300 тис. примірників у Сполученому Королівстві. Станом на 30 вересня 2007 року було продано понад 2,1 млн примірників по всьому світу.
Resistance: Fall of Man отримала «загалом схвальні відгуки» згідно з агрегатором оглядів Metacritic із середньою оцінкою 86 зі 100.
Згідно з Eurogamer, Resistance: Fall of Man надто неоригінальна. Є декілька цікавих зразків зброї, проте їх замало, щоб переважити посередні бої та графіку.
За вердиктом IGN, сюжетна кампанія може втримати інтерес на початку, але їй бракує винахідливості, що зробила б Resistance: Fall of Man самобутньою. Справжнє задоволення приносить багатокористувацька гра з її зброєю та режимами.
1UP.com навпаки розкритикували багатокористувацьку гру за важкість координації команд, які складаються з 40-а учасників, і надто великі карти.